# Józef Wilkoń

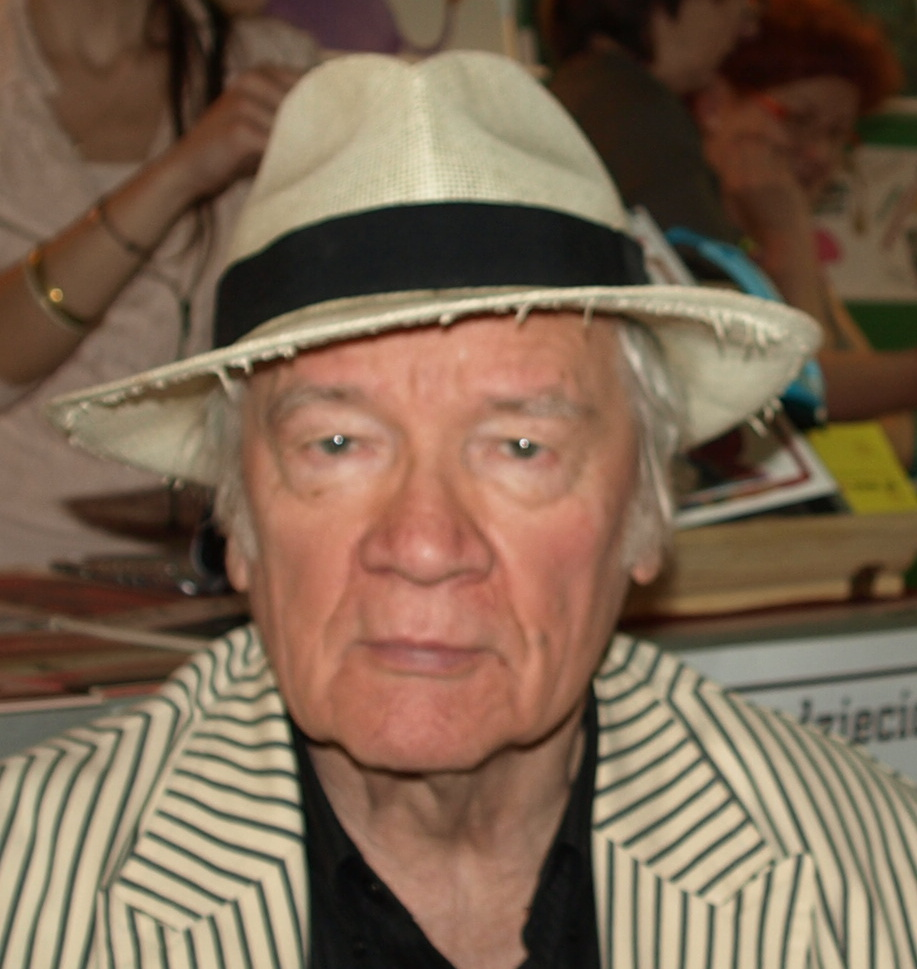
Józef Wilkón

Józef Wilkoń (bij Krakau, 1930) is een Pools illustrator. In Krakau studeerde hij later schilderen aan de Kunstacademie, en kunstgeschiedenis aan de Jagielloniaanse Universiteit.
Aan het einde van zijn studies verbleef hij een jaar in Parijs en vestigde zich vrij snel in de Franse en Duitse kunstwereld.
Józef Wilkoń werkt samen met een aantal Poolse en buitenlandse uitgevers. Hij illustreerde al meer dan 100 boeken voor kinderen en volwassenen. 55 daarvan zijn in andere landen uitgegeven.
- Bibsys: 90245039
- Biblioteca Nacional de España: XX1077818
- Bibliothèque nationale de France: cb119292031 (data)
- Catàleg d'autoritats de noms i títols de Catalunya: 981058517426406706
- CiNii: DA07438360
- Gemeinsame Normdatei: 123833922
- International Standard Name Identifier: 0000 0001 2142 2382
- Library of Congress Control Number: n82106059
- Nationale Bibliotheek van Letland: 000012684
- Bibliotheek van het Japanse parlement: 00477241
- Nationale Bibliotheek van Tsjechië: xx0065197
- Nationale bibliotheek van Australië: 35608719
- Nationale Bibliotheek van Israël: 987007360453905171
- Nederlandse Thesaurus van Auteursnamen: 071602291
- Réseau des bibliothèques de Suisse occidentale: 02-A003976165
- RKD-Nederlands Instituut voor Kunstgeschiedenis: 281220
- Système universitaire de documentation: 027197182
- Virtual International Authority File: 85724194
- WorldCat: E39PBJj4tK6xxc3tJFKqDjPfbd